# Augustin Alexis Damour
Augustin Alexis Damour (19. července 1808 Paříž – 22. září 1902 Paříž) byl francouzský mineralog.
Jako mladý pracoval pro Ministerstvo zahraničních věcí, kde zastával místo podsekretáře. Nicméně v roce 1854 na své místo rezignoval, aby se mohl cele věnovat mineralogickému výzkumu. Svoji první publikaci vydal v roce 1837, poslední pak 1893. Jeho vědecká kariéra dosáhla úctyhodných 56 let.